# Пахомова, Елена Викторовна
Елена Викторовна Пахомова (урождённая Чаплина, в первом замужестве Дмитриева; род. 1 июля 1983 года, Астрахань, СССР) — российская гандболистка, крайняя нападающая клуба «Звезда» (Звенигород) и национальной сборной России. Спортивный комментатор, комментирует матчи по гандболу на Олимпийских играх.

## Игровая карьера
- 2000—2004: Лада (Тольятти)
- 2004—01/2007: Будучность (Подгорица)
- 01/2007—2013: Звезда (Звенигород)
- В сборной России — с 2001 года.

## Достижения
Двукратная чемпионка мира (2007, 2009), серебряный призёр Олимпийских игр 2008, бронзовый призёр чемпионата Европы 2008 года.
Четырёхкратная чемпионка России (2002, 2003, 2004, 2007), победительница Кубка России (2009), серебряный (2008, 2009, 2010) и бронзовый (2013) призёр чемпионатов России, трёхкратная чемпионка Сербии и Черногории (2004, 2005, 2006). Победительница Лиги чемпионов (2008), Кубка Кубков (2002, 2006), Кубка ЕГФ (2007), Суперкубка ЕГФ (2008).

## После игровой карьеры
Является главой отдела маркетинга гандбольного клуба «Звезда», преподаёт общую физическую подготовку в школе синхронного плавания «Барракуда».

## Награды и звания
- Заслуженный мастер спорта России
- Медаль ордена «За заслуги перед Отечеством» II степени (2 августа 2009) — за большой вклад в развитие физической культуры и спорта, высокие спортивные достижения на Играх XXIX Олимпиады 2008 года в Пекине[2]

## Семья
Три раза была замужем. Третий муж — Артём, начальник транспортного отдела лицея «Подмосковный». Двое детей — сын Игнат и дочь Лукерья.